# Полазна (река)
Пола́зна — река в России, протекает в Пермском крае.

## Топоним
Во всех первоисточниках река называлась Полазная — под таким названием река обозначена, например, на карте 1807 года. Название реки связывают с русскими глаголами «полазить», «полезть», а также старорусским полаз — «вход». Полазная — река, по которой куда-то лезут.

## География

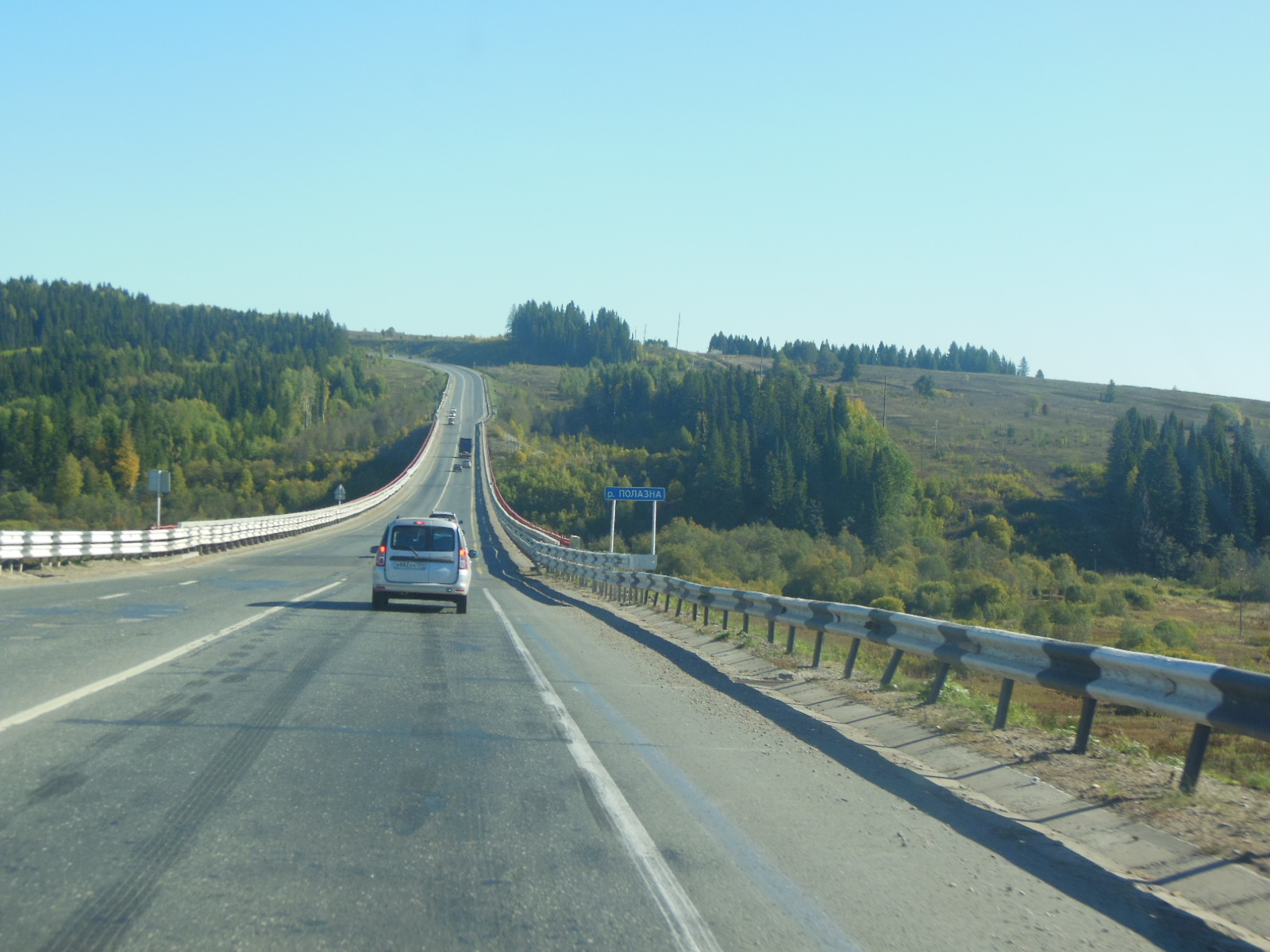
Мост через реку Полазна на трассе Пермь — Березники

Впадает в Камское водохранилище на территории посёлка Полазна — в этом месте после заполнения водохранилища образовался Полазненский залив. Длина реки составляет 30 км. Наиболее значительный приток — река Васькина.

## Данные водного реестра
По данным государственного водного реестра России относится к Камскому бассейновому округу, водохозяйственный участок реки — Кама от города Березники до Камского гидроузла, без реки Косьва (от истока до Широковского гидроузла), Чусовая и Сылва, речной подбассейн реки — бассейны притоков Камы до впадения Белой. Речной бассейн реки — Кама.
По данным геоинформационной системы водохозяйственного районирования территории РФ, подготовленной Федеральным агентством водных ресурсов:
- Код водного объекта в государственном водном реестре — 10010100912111100009998
- Код по гидрологической изученности (ГИ) — 111100999
- Код бассейна — 10.01.01.009
- Номер тома по ГИ — 11
- Выпуск по ГИ — 1